# Bamifilina
Bamifilina (łac. bamifyllinum) – wielofunkcyjny organiczny związek chemiczny z grupy ksantyn, stosowany w leczeniu astmy oskrzelowej i przewlekłej obturacyjnej choroby płuc, rozszerzający oskrzela poprzez zmniejszenie napięcia mięśni gładkich.

## Mechanizm działania
Bamifilina jest selektywnym antagonistą receptora adenozynowego A1, który rozszerza oskrzela poprzez zmniejszenie napięcia mięśni gładkich. Działanie bamifiliny po podaniu doustnym utrzymuje się przez 20 godzin.

## Zastosowanie
- przewlekła astma oskrzelowa[2]
- przewlekła obturacyjna choroba płuc (POChP)[2]

W 2022 roku żaden produkt leczniczy zawierający bamifilinę nie był dopuszczony do obrotu w Polsce.

## Działania niepożądane
Bamifilina może powodować następujące działania niepożądane:
- nudności
- wymioty
- ból w nadbrzuszu
- ból głowy
- tachykardia
- nadwrażliwość skórna
- ostra uogólniona osutka krostkowa
- obrzęk naczynioruchowy